# 87 (tal)
87 (åttiosju) är det naturliga talet som följer 86 och som följs av 88.
- Hexadecimala talsystemet: 57
- Binärt: 1010111
- Delbarhet: 1, 3, 29 och 87
- har primfaktoriseringen 3 och 29
- Summan av delarna: 120

## Inom matematiken
- 87 är ett udda tal.
- 87 är ett semiprimtal
- 87 är ett extraordinärt tal
- 87 är ett kvadratfritt tal
- 87 är ett aritmetiskt tal
- 87 är ett triakontagontal
- 87 är ett Ulamtal.

## Inom vetenskapen
- Francium, atomnummer 87
- 87 Sylvia, en asteroid
- M87, elliptisk galax i Jungfrun, Messiers katalog